# Gereformeerde kerk (Sexbierum)
De Gereformeerde kerk van Sexbierum is een kerkgebouw in Sexbierum in de Nederlandse provincie Friesland.

## Beschrijving
De gereformeerde kerk kerk uit 1928 verving een kerkgebouw (Achterom 2) uit 1882. De T-vormige kerk met expressionistische elementen en met terzijde geplaatste toren is gebouwd naar plannen van architect Ane Nauta. Aan de rechterzijde van de ingang een gevelsteen met de tekst: "Dient den Heere met blijdschap, komt voor Zijn aanschijn met vroolijk gezang" (Ps 100 vs 2).
Het eerste orgel (1890) deed dienst tot 1970. In 1976 werd vanuit de hervormde kerk in Jutrijp een orgel (1911) overgeplaatst. Beide orgels zijn gebouwd door Bakker & Timmenga.

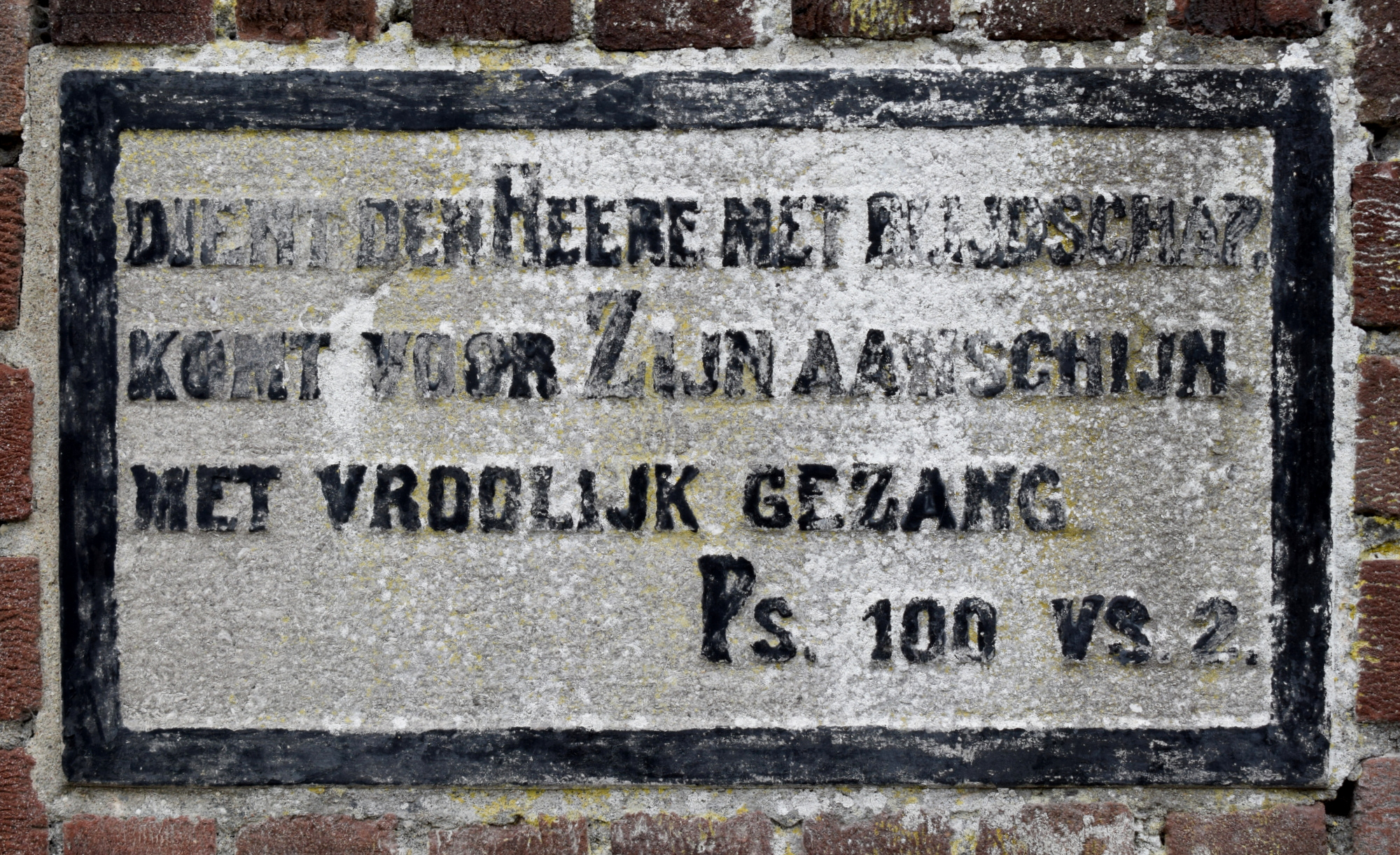
Gevelsteen

Door samengaan van stromingen onder PKN werd begin 2022 het gebouw te koop gezet. Bij gunning wordt er ook gekeken naar het plan voor toekomstig gebruik. 